# (2055) Dvořák
(2055) Dvořák és un asteroide pertanyent al grup dels asteroides que creuen l'òrbita de Mart descobert el 19 de febrer de 1974 per Luboš Kohoutek des de l'Observatori d'Hamburg-Bergedorf, Alemanya.
Inicialment es va designar com 1947 DB. Més tard va ser anomenat en honor del compositor txec Antonín Dvořák (1841-1904).
Està situat a una distància mitjana de 2,31 ua del Sol, podent acostar-s'hi fins a 1,59 ua i allunyar-se'n fins a 3,029 ua. Té una inclinació orbital de 21,49 graus i una excentricitat de 0,3115. Triga a completar una òrbita al voltant del Sol 1282 dies.
La magnitud absoluta de Dvořák és 12,7 i el període de rotació de 4,405 hores.